# Hans Magnus Andersen
Hans Magnus Andersen (1930 circa) è un ex sciatore alpino norvegese.

## Biografia
Sciatore polivalente, Hans Magnus Andersen ottenne i primi risultati in campo internazionale nel 1950, quando al trofeo Spiterstulen (Galdhøpiggen, 8-9 aprile) si classificò 6º nella discesa libera, 2º nello slalom speciale e 2º nella combinata; nel 1961 al trofeo Holmenkollen-Kandahar (Holmenkollen, 25-26 febbraio) si piazzò 13º nello slalom gigante, 11º nello slalom speciale e 7º nella combinata e ai successivi Campionati norvegesi 1961 (Rjukan, 17-19 marzo) vinse la medaglia di bronzo nello slalom speciale, ultimo risultato della sua carriera. Non prese parte a rassegne olimpiche o iridate.

## Palmarès

### Campionati norvegesi
- 1 medaglia[senza fonte]:
  - 1 bronzo (slalom speciale nel 1961)[senza fonte]